# Loucé
Loucé est une ancienne commune française, située dans le département de l'Orne en région Normandie, devenue le 1er janvier 2016 une commune déléguée au sein de la commune nouvelle d'Écouché-les-Vallées.
Elle est peuplée de 110 habitants (les Loucéens).

## Géographie
Couvrant 512 hectares, le territoire de Loucé est le moins étendu du canton d'Écouché.
| Écouché, Joué-du-Plain | Écouché | Fontenai-sur-Orne |
| Joué-du-Plain          | Loucé   | Tanques           |
| Joué-du-Plain, Avoine  | Avoine  | Avoine            |

## Toponymie
Le toponyme est attesté sous la forme Louceium vers 1335. Il serait issu d'un anthroponyme gaulois (Luttius) ou latin/roman (Laucius),.

## Politique et administration
| Période                                  | Période       | Identité    | Étiquette | Qualité                   |
| ---------------------------------------- | ------------- | ----------- | --------- | ------------------------- |
| juin 1995                                | mars 2008     | Jean Turpin | SE        |                           |
| mars 2008                                | décembre 2015 | Louis Hamel | SE        | Retraité du Trésor public |
| Les données manquantes sont à compléter. |               |             |           |                           |

Le conseil municipal était composé de onze membres dont le maire et deux adjoints.

## Démographie
En 2021, la commune comptait 110 habitants. Depuis 2004, les enquêtes de recensement dans les communes de moins de 10 000 habitants ont lieu tous les cinq ans (en 2006, 2011, 2016, etc. pour Loucé) et les chiffres de population municipale légale des autres années sont des estimations.
Au premier recensement républicain, en 1793, Loucé comptait 319 habitants, population jamais atteinte depuis.
| 1793 | 1800 | 1806 | 1821 | 1836 | 1841 | 1846 | 1851 | 1856 |
| ---- | ---- | ---- | ---- | ---- | ---- | ---- | ---- | ---- |
| 319  | 243  | 282  | 254  | 245  | 309  | 301  | 302  | 301  |

| 1861 | 1866 | 1872 | 1876 | 1881 | 1886 | 1891 | 1896 | 1901 |
| ---- | ---- | ---- | ---- | ---- | ---- | ---- | ---- | ---- |
| 282  | 275  | 264  | 226  | 170  | 156  | 136  | 130  | 139  |

| 1906 | 1911 | 1921 | 1926 | 1931 | 1936 | 1946 | 1954 | 1962 |
| ---- | ---- | ---- | ---- | ---- | ---- | ---- | ---- | ---- |
| 102  | 109  | 92   | 94   | 97   | 103  | 104  | 92   | 93   |

| 1968 | 1975 | 1982 | 1990 | 1999 | 2006 | 2011 | 2016 | 2020 |
| ---- | ---- | ---- | ---- | ---- | ---- | ---- | ---- | ---- |
| 79   | 90   | 69   | 78   | 85   | 93   | 118  | 109  | 110  |

## Lieux et monuments
- L'église Saint-Brice, partiellement du XIe siècle, inscrite au titre des Monuments historiques depuis le 26 octobre 1990[12]. Elle abrite quelques œuvres classées à titre d'objets[13].
- Le moulin l'Évêque, ancien moulin sur un petit affluent de la Cance.
- Château de Beaurepaire.